# Office Noise
|  | Denne artikel er oprettet af botten PalnaBot ud fra en ekstern database. Den kan derfor have sproglige fejl eller mangler. Denne skabelon kan fjernes efter kontrol af indholdet. |

Office Noise er en animationsfilm instrueret af Torben Søttrup, Lærke Enemark, Karsten Madsen, Mads Herman Johansen efter manuskript af Torben Søttrup.

## Handling
Når forskellige personligheder støder sammen på kontoret.